# Symphonia albioculalis
Symphonia albioculalis är en fjärilsart som beskrevs av George Francis Hampson 1906. Symphonia albioculalis ingår i släktet Symphonia och familjen Crambidae. Inga underarter finns listade i Catalogue of Life.